# Marzieh Meshkini
Marzieh Meshkini (1969, Teerã) é uma realizadora, diretora de fotografia e argumentista iraniana. Frequentou a escola Makhmalbaf Film House e foi assistente de direção da cineasta Samira Makhmalbaf, em A Maçã (1998). Também trabalhou como assistente de direção do seu marido, o realizador Mohsen Makhmalbaf, em O Silêncio (1998).
O Dia em Que Me Tornei Mulher (2000), que foca os preconceitos enfrentados por três gerações de mulheres, foi sua estreia como realizadora, com roteiro e edição de Mohsen Makhmalbaf.
Em 2000, no 57º Festival Internacional de Cinema de Veneza, Marzieh Meshkini recebeu o UNESCO Award pelo filme O Dia em Que Me Tornei Mulher.

## Filmografia
- 2009 - The Man Who Came with the Snow
- 2004 - Cães Vadios
- 2000 - O Dia em Que Me Tornei Mulher (Roozi ke zan shodam)[6]